# Prasinocyma minutapuncta
Prasinocyma minutapuncta är en fjärilsart som beskrevs av W. Warren 1903. Prasinocyma minutapuncta ingår i släktet Prasinocyma och familjen mätare. Inga underarter finns listade i Catalogue of Life.